# Еудженіо Кастеллотті
Еудженіо Кастеллотті (італ. Eugenio Castellotti), (нар. 10 жовтня 1930, Лоді, Королівство Італія — пом. 14 березня 1957, Модена, Італія) — італійський автогонщик, пілот Формули-1.

## Кар'єра
Кастеллотті народився в Лоді, Італія. Він придбав Ferrari у віці двадцяти років в місцевого благодійника і почав брати участь у гонках спортивних автомобілів у 1952 році. Того року він виграв Гран-прі Португалії, був третім у Барі та другим у гонці Монако, яка проходила того року для спортивних автомобілів. У 1953 році він виграв 10 годин Мессіни і фінішував третім на Каррера Панамерікана в Мексиці. У 1954 році він підписав контракт з Lancia і продовжив виступати на спортивних автомобілях, очікуючи автомобіля команди для Гран-Прі. Зрештою він дебютував у Гран-прі в Буенос-Айресі 16 січня 1955 року за Lancia, але зіткнувся з проблемами боліда при вищих температурах і розбився. Однак згодом він посів друге місце в Монако, але в середині сезону команда об’єдналася з Ferrari, за яку Кастеллотті виступав до кінця своєї кар’єри. Він брав участь у 14 Гран-прі Формули-1, піднявшись на 3 подіуми та набравши загалом 19,5 очок. Він завоював поул-позицію з Lancia на Гран-прі Бельгії 1955 року, ставши наймолодшим пілотом, якому вдалося це зробити (у віці 24 роки, 7 місяців і 26 днів). Цей рекорд тримався 13 років до поул-позиції Жакі Ікса в 1968 році на Гран-прі Німеччини.
Він також брав участь у кількох нечемпіонатських гонках Формули-1. У березні 1956 року Кастеллотті виграв 12 годин Себрінга у партнерстві з Фанхіо. Після цього тріумфу він виграв гонку Mille Miglia в Брешії та Гран-прі для спортивних автомобілів у Руані, Франція. Ferrai Кастеллотті здобула перемогу з загальним чаом 2 години 10 хвилин 31,1 секунда. Він також фінішував другим у гонці 1000 кілометрів Нюрбургрингу, знову в партнерстві з Фанхіо.
Відомий своїми вишуканими манерами та дизайнерським одягом, Кастеллотті мав значну популярність в італійських ЗМІ завдяки своїм стосункам із балериною та актрисою Делією Скала. На момент його смерті Кастеллотті та Скала були офіційно заручені.

## Смерть
Кастеллотті помер у віці 26 років під час приватних тестів Ferrari на автодромі Модена. Кастеллотті тестував новий болід Ferrari для сезону 1957 року. Він наїхав на підвищеу частину узбіччя в шикані і його викинуло з машини, його тіло відкинуло на 90 метрів. Автомобіль кілька разів перекинувся, перш ніж врізатися в бетонну трибуну. Інші люди не постраждали. За словами медиків, перелом черепа Кастеллотті став причиною його миттєвої смерті. Існують припущення, що Кастеллотті пропустив зниження передачі перед входом у поворот, що й призвело до аварії.

## Спадщина
Кастеллотті вважався найкращим італійським гонщиком з часів Альберто Аскарі. У 1958 році друг Кастеллотті Джузеппе Корсі заснував Scuderia Castellotti в Лоді, щоб вшанувати його пам'ять. Команда використовувала модифіковані 2,0-літрові двигуни Ferrari Tipo 553, збільшені до 2,5 літрів і перейменовані в "Castellotti", з написами "Eugenio" на кришках кулачкових валів. Автомобілі можна було легко відрізнити від інших Cooper T51 тим, що їхні вихлопи були встановлені зліва, тоді як усі інші двигуни, що використовувались в T51, мали вихлопи справа. У 1960 році команда брала участь у чотирьох змаганнях з італійськими гонщиками Джино Мунароном, Джорджіо Скарлатті та Джуліо Кабіанкою. Кабіанка набрав перші чемпіонські очки для команди, фінішувавши четвертим на Гран-прі Італії 1960 року. Команда розпалася в 1961 році після того, як Кабіанка розбився на тому самому автодромі, де потрапив в аварію Кастеллотті. Спадщина Кастеллотті була вшанована Club Auto Moto Storiche Castellotti в Лоді.

## Результати виступів в Формулі-1
| Рік      | Команда          | Шасі               | Двигун                     | 1        | 2     | 3   | 4        | 5     | 6      | 7        | 8     | Місце | Очки |
| -------- | ---------------- | ------------------ | -------------------------- | -------- | ----- | --- | -------- | ----- | ------ | -------- | ----- | ----- | ---- |
| 1955     | Scuderia Lancia  | Lancia D50         | Lancia DS50 2.5 V8         | АРГ Схід | МОН 2 | 500 | БЕЛ Схід |       |        |          |       | 3     | 12   |
| 1955     | Scuderia Ferrari | Ferrari 625        | Ferrari 107 2.5 L4         |          |       |     |          |       | ВЕЛ 6  |          |       | 3     | 12   |
| 1955     | Scuderia Ferrari | Ferrari 555        | Ferrari 106 2.5 L4         |          |       |     |          | НІД 5 |        | ІТА 3    |       | 3     | 12   |
| 1956     | Scuderia Ferrari | Lancia Ferrari D50 | Lancia Ferrari DS50 2.5 V8 | АРГ Схід | МОН 4 | 500 | БЕЛ Схід | ФРА 2 | ВЕЛ 10 | НІМ Схід | ІТА 8 | 6     | 7.5  |
| 1957     | Scuderia Ferrari | Ferrari 801        | Lancia Ferrari DS50 2.5 V8 | АРГ Схід | МОН   | 500 | ФРА      | ВЕЛ   | НІМ    | ПЕС      | ІТА   | НК    | 0    |
| Джерело: |                  |                    |                            |          |       |     |          |       |        |          |       |       |      |